# En af os
EN AF OS (engelsk navn: ONE OF US) er en national oplysningskampagne, der er mellem den 10. oktober 2011 og frem til 2016, som med målrettede regionale og lokale aktiviteter. Kampagnen vil beskæftige sig med fem overordnede indsatsområder, hvor målgrupperne er brugere og pårørende, unge (især under uddannelse), arbejdsmarkedet, personale på sundheds- og det sociale område, medierne og den brede befolkning.

## Formål
EN AF OS arbejder for at imødegå stigmatisering og fremme tolerance og åbenhed overfor mennesker med psykisk sygdom. Den overordnede vision er at gøre livet bedre for alle ved at fremme inklusion og bekæmpe diskrimination forbundet med psykiske lidelser ved at:
- Øge danskernes viden om psykisk sygdom
- Mindske den afstand, der fører til stigmatisering, fordomme og social udelukkelse
- Skabe større forståelse for psykisk sygdom i skoler, på arbejdspladser og alle andre steder, hvor hverdagslivet udfolder sig.

## Frivillighed
En vigtig del af indsatsen udgøres af frivillige, som har eller har haft en psykisk sygdom, er pårørende, er aktiv i en bruger- og pårørendeorganisation, er chef, kollega, studerende, politiker eller noget helt andet. Kampagnen gør ligeledes brug af ambassadører – personer, som har eller har haft en psykisk sygdom, og som er med til at udbrede kendskabet til kampagnen og dens vision. Ambassadørerne gennemgår et træningsforløb, hvor de lærer at bruge deres personlige historie i forhold til forskellige målgrupper, da det personlige møde er et vigtigt middel til at nedbryde fordomme om psykisk sygdom. EN AF OS har et netværk bestående af cirka 100 ambassadører fordelt på regionale korps rundt om i landet. 

## Virkemidler
- Brug af social kontakt, hvor personer med egne erfaringer med psykisk sygdom indgår i dialog med personer, som ikke har viden på forhånd, eller som kan være bærere af fordomme
- Film, billeder, tv, radio, teater mv. med personer med egne erfaringer med psykisk sygdom og formidlet på respektfuld vis
- Dialog via sociale medier
- Foldere
- Undervisningsmaterialer
- Materialer og værktøjer til forskellige målgrupper
- Strategiske partnerskaber med organisationer
- PR-tiltag med udgangspunkt i egne undersøgelser.

## Finansiering
EN AF OS er finansieret af satspuljemidler og af parterne bag kampagnen som er Sundhedsstyrelsen, PsykiatriNetværket, Danske Regioner, TrygFonden, Social- og Indenrigsministeriet, Psykiatrifonden og KL